# Ponte Felice
Il Ponte Felice è un'infrastruttura situata nel comune di Civita Castellana, nella provincia di Viterbo, nel Lazio.

## Geografia
Il ponte permette l'attraversamento del fiume Tevere sulla Strada statale 3 Via Flaminia non lontano del casello autostradale dell'autostrada A1 di Magliano Sabina, si trova geograficamente nella Valle del Tevere nei pressi di Borghetto, frazione del comune di Civita Castellana. 

## Storia
Fu commissionato da papa Sisto V per evitare l'erosione golenale del Tevere del terrazzo fluviale dove è stato edificato il centro storico di Magliano Sabina, fu spostato il tracciato della via Flaminia che attraversava il Tevere sul Ponte Minucio nei pressi di Gallese e Otricoli, tra Borghetto e Magliano Sabina sempre in direzione Otricoli in Umbria, con un'imponente opera idraulica per l'epoca, realizzata a mano, fu deviato il corso del Tevere, portò gravi conseguenze all'economia di Magliano Sabina, ci furono proteste e sabotaggi, nel completamento del cantiere persero la vita molti operai. 
Per evitare il disagio del viaggio e del pedaggio a coloro che dovevano oltrepassare il Tevere tra la sponda di Ponte Milvio fino all'alto Lazio, il papa Sisto V decise di far costruire un ponte ex novo, piuttosto che mettere nuovamente in funzione il Ponte Minuccio, che attraversava il Tevere lungo la via Flaminia poco più a nord tra il comune di Gallese e Otricoli di cui restavano soltanto i piloni visibili fino all'800.
A questo proposito, scriveva Agostino Martinelli nel suo volume Stato del Ponte Felice del 1682: «Quando Sisto V di S.M. che fu creato il 24 aprile del 1585 rinnovando l'antico splendore intraprese l'anno della salute MDXXXIX, la fabbrica detto Ponte, per levare ai Passeggieri l'incomodo e il dispendio di tragittare con barca il Tevere nel luogo, dove scorrendo il detto fiume si portava a bagnare l'estremità inferiore del colle dove sorgeva la città di Magliano ripigliando in tal modo l'antica Via Flaminia per il libero passaggio dei viandanti».
Il papa pubblicò la sua decisione sugli Avvisi di Roma il 29 aprile 1589, anno della redenzione.

### Il progetto
Inizialmente la realizzazione del ponte fu commissionata dall'architetto Matteo Bartolini da Città di Castello, al quale il papa aveva dato la cura e la realizzazione dell'opera. La scelta di Bartolini avvenne nonostante Sisto V fosse deluso dalla sua precedente realizzazione dell'acquedotto dell'Acqua Felice. Nel suo progetto, Bartolini aveva ideato una struttura a cinque arcate, di cui la centrale più ampia, sostenute da sei piloni inquadrati da ordini di paraste corinzie binate e da lunette con lo stemma araldico di Sisto V. Il luogo scelto da Bartolini per la realizzazione del Ponte Felice fu il territorio di Magliano Sabina, precisamente nei pressi del porto di Gallese, dove fino ad allora si attraversava il Tevere in barca per poter proseguire la via Flaminia verso Otricoli.
Un anno dopo l'inizio dell'opera, Bartolini fu sostituito da Domenico Fontana, il quale ebbe l'occasione di proporre un nuovo progetto completamente differente dal precedente: presentava una struttura a quattro arcate, di cui le centrali dotate di tre piloni con oculi circolari sui timpani e al centro una lapide incorniciata da tipiche fontane sormontate dallo stemma del papa. Oltre al progetto, Fontana modificò anche il sito prescelto, spostando i lavori presso il castello di Borghetto. L'idea di Fontana era quella di realizzare le murature a secco, e soltanto successivamente di scavare un nuovo alveo dove dirigere il corso del fiume, deviandolo dal suo antico letto per convogliarlo nel nuovo canale aperto sotto Ponte Felice.

### I lavori
La morte improvvisa di Sisto V nel 27 agosto 1590 provocò la sospensione della costruzione del ponte, che fino ad allora aveva riguardato l'innalzamento di tre piloni e lo scavo delle fondamenta delle due spalle. Nei mesi successivi il cantiere fu abbandonato e furono depredati gli strumenti di lavoro, i materiali e i mezzi di trasporto.
Il successore di Sisto V, papa Gregorio XIV, decise di non proseguire la costruzione del ponte e nel 1591 ordinò al tesoriere Bartolomeo Cesi di devolvere il denaro destinato ai lavori, per un valore di 17 000 scudi, all'estinzione dei crediti della Camera apostolica accumulati durante il papato precedente.
La costruzione del ponte riprese soltanto all'inizio del 1592, poco dopo l'elezione di Clemente VIII, il quale ordinò i mandati di pagamento a Fontana per proseguire i lavori dell'incompiuto ponte. Tuttavia, dopo appena tre mesi, l'architetto affermò di non poter proseguire nell'opera a causa di personali impedimenti, facendo esplodere così il "caso Fontana" per l'inefficiente gestione del cantiere.
Papa Clemente VIII affidò infine il completamento dell'infrastruttura all'architetto Taddeo Landini, dando inizio alla terza fase della costruzione del Ponte Felice. I lavori terminarono nel 1613 durante il papato di Paolo V Borghese.
Nel maggio 1944 il ponte venne colpito dai bombardamenti anglo-americani per impedire la ritirata dei tedeschi lungo la via Flaminia. Successivamente ricostruito, al suo ingresso sono ancora visibili pochi frammenti delle sue vestigia, ossia i due esterni araldici del pontefice Sisto V.

## La leggenda
C'è una leggenda sul perché il papa costruì Ponte Felice: si narra di un episodio della sua vita quando, dovendo raggiungere d'urgenza Roma, si imbatté in un barcarolo che non lo volle traghettare dall'altra riva perché non aveva denaro. In seguito Sisto V gli promise che quando fosse diventato papa, avrebbe fatto costruire un ponte per farlo impiccare.